# 中村忠雄
中村 忠雄（なかむら ただお、1909年（明治42年）2月8日 - 1981年（昭和56年）5月30日）は、日本の政治家。茨城県龍ケ崎市長を務めた（2期）。

## 来歴
茨城県稲敷郡柴崎村（のち新利根村→新利根町、現在の稲敷市）に生まれる。1931年（昭和6年）に東京歯科医学専門学校（現在の東京歯科大学）を卒業した。その後、歯科医院を開業する。
1940年（昭和15年）稲敷郡大宮村（現在の龍ケ崎市）会議員となり、1946年（昭和21年）には議長となる。
龍ケ崎市発足後の1955年（昭和30年）、龍ケ崎市議会議員となる。1966年（昭和41年）、市議会議長に就任した。1975年（昭和50年）、龍ケ崎市長に当選した。1979年（昭和54年）に再選した。在任中は市内にニュータウンの造成を中心とする総合都市を計画していた。しかし、2期目途中の1981年（昭和56年）5月30日、交通事故により死去した。6月13日に龍ケ崎市民葬が執り行われた。

## 栄典
- 勲四等旭日小綬章